# Josef Harter
Josef Harter (* 15. Juni 1899 in Fützen; † 15. September 1948 in Bad Griesbach) war ein deutscher Eisenbahner, Gewerkschafter, Landtagsabgeordneter und Präsident des Verkehrsrates der Betriebsvereinigung der Südwestdeutschen Eisenbahnen (SWDE).

## Beruf
1919 trat Josef Harter in den mittleren Dienst der Badischen Staatseisenbahnen ein und engagierte sich auch bald in der Gewerkschaft. Von 1924 bis 1933 war er – auch an führender Stelle – in einer Reihe von Beamtenorganisationen und Personalvertretungen tätig. All dieser Ämter wurde er nach der Machtergreifung 1933 enthoben.
Ab 1940 war er Leiter der Verwaltung für Dienst- und Schutzkleidung für die deutschen Eisenbahner im besetzten Westgebiet in Brüssel. 1942 wurde er zum Reichsbahn-Zentralamt für Sozial- und Personalwesen in Berlin versetzt. Nach Ende des Zweiten Weltkriegs kehrte er nach Baden zurück und leitete in der Eisenbahndirektion Karlsruhe die Personalabteilung und den Vorsitz in der Personalvertretung. Auch wirkte er am Wiederaufbau der Gewerkschaften und maßgebend der Eisenbahn in der Französischen Besatzungszone mit.

## Politik
Am 30. Juni 1946 wurde er für die CDU in die Verfassunggebende Landesversammlung und am 24. November 1946 zum Abgeordneten in den ersten Landtag von Württemberg-Baden gewählt. Hier wurde er Fraktionsvorsitzender der CDU und Vorsitzender des Finanzausschusses. Am 10. September 1947 wählte ihn der neu eingerichtete Verkehrsrat der SWDE einstimmig zu seinem Präsidenten.
1948 erkrankte er und starb während eines Erholungsaufenthaltes in Bad Griesbach. Sein Landtagsmandat fiel daraufhin an Valentin Gaa.